# Arrout
Arrout é uma comuna francesa na região administrativa de Occitânia, no departamento de Ariège. Em 2010 a comuna tinha 92 habitantes (densidade: 30,5 hab./km²).